# Marius Jung
Marius Jung (* 1965 in Trier) ist ein deutscher Comedian bzw. Kabarettist, Moderator, Speaker und Bestsellerautor.

## Leben
Marius Jung ist Sohn einer Deutschen und eines schwarzen US-Soldaten, wuchs jedoch mit seiner Mutter und seinem Stiefvater auf. Marius Jung lebt mit seiner Frau und seiner Tochter in Köln.

## Schauspiel und Kabarett
Schon in jungen Jahren stand Marius Jung in einer Laienspielschar auf der Bühne. Nach einer freien Schauspielausbildung sowie Gesangsunterricht folgten Arbeiten in der freien Theaterszene sowie Filmnebenrollen und Kleinkunstauftritte. 2006 trat er als Soul Comedian mit seiner Band The Germans auf.
Ein zentrales Thema seines kabarettistischen Wirkens stellen die starke Verankerung von Klischees, Alltagsrassismus wie unangebrachtes Mitleid gegenüber Ausländern, einfach weil sie Ausländer sind, sowie eine als übertrieben empfundene Political Correctness dar.

## Rassismuskontroverse um „Singen können die alle!“
Um Marius Jungs 2013 erschienenes satirisches Buch Singen können die alle! Ein Handbuch für Negerfreunde, dessen Umschlag einen muskulösen, nackten Schwarzen zeigt, dessen Lenden nur mit einer großen roten Geschenkschleife bedeckt sind, entbrannte 2014 eine Diskussion, als das Referat für Gleichstellung und Lebensweisenpolitik des Student_innenRats der Universität Leipzig das Buch mit dem Negativpreis „Der Preis ist heißßßß* – oder auch nicht!“ auszeichnete. Kritisiert wurde die „Darstellung von rassistischen, homo-, trans*- und inter*feindlichen Inhalten“.
Im Feuilleton verschiedener Tageszeitungen wurde die Frage aufgeworfen, inwiefern ein satirisch gerade diesen Bereich überhöhendes, von einem Schwarzen geschriebenes Buch rassistisch sein könne oder ob die Auszeichnenden den Charakter des Buches falsch aufgefasst haben könnten. Der selbst auf dem Buchcover abgebildete Autor bekundete, den Preis persönlich entgegennehmen zu wollen.
Der Student_innenRat bekräftigte daraufhin seine Kritik und stellte klar, dass sich der Preis nicht auf Marius Jung oder den Inhalt des Buches, sondern das werblich genutzte Cover mit einem nackten, zum Sexualobjekt degradierten Schwarzen beziehe, welches eine rassistische Motivik bediene.

## Sonstiges
Neben seinen künstlerischen Tätigkeiten ist Jung auch als Coach und Moderator aktiv. Seit seinem Bucherfolg 2013 hält er für Schulen, Firmen und Verbände Workshops und Vorträge zum Thema Respekt; u. a. auch in Kooperation mit der Konrad-Adenauer-Stiftung. Im Herbst 2021 erschien sein Buch „Wer wird denn da gleich schwarzsehen: Über deine Vorurteile. Und meine. Ein Buch zum Thema Rassismus“ im Edel Books Verlag.

## Bibliografie
- 2014: Singen können die alle! ISBN 978-3-551-68448-6.
- 2015: Moral für Dumme. ISBN 978-3-551-68358-8.
- 2021: Wer wird denn da gleich schwarzsehen:  Über deine Vorurteile. Und meine. Ein Buch zum Thema Rassismus. ISBN 978-3-8419-0776-9.